# 安達悠司
安達 悠司（あだち ゆうじ、1982年〈昭和57年〉6月29日 - ）は、日本の政治家。参政党所属の参議院議員（1期）。弁護士。

## 経歴
福岡県福岡市生まれ。その後和歌山市、大阪市、福岡県直方市、奈良市と転居。
直方市立直方南小学校、奈良市立伏見中学校、東大寺学園高等学校を経て、2006年に京都大学法学部卒業。
2007年に東京都のさくら共同法律事務所に入所し、2010年に京都府の高倉竹屋町法律事務所に移った後、2012年2月に京都市中京区で安達法律事務所を開業した。
2022年7月、第26回参議院議員通常選挙に、参政党公認で京都府選挙区から立候補し、得票率3.89%で落選。
2024年10月、第50回衆議院議員総選挙に参政党公認で京都1区から出馬したが、得票率6.99%で落選し、重複立候補していた比例近畿ブロックでも小選挙区での得票率が10％を下回ったため当選資格を失い、落選。
2025年7月の第27回参議院議員通常選挙に参政党公認で比例区から立候補し、179,121票を確保して党内2位で当選。

## 人物
- 東大寺学園高等学校チームから全国高校生クイズ選手権2000に出場し、三重県立川越高等学校に敗れて準優勝となった[7]。
- 参政党の「創憲チーム責任者」[8]。
- 好きな本は西郷南洲遺訓で、好きな漫画はドラえもん[1]。

## 選挙歴
| 当落 | 選挙                     | 執行日         | 年齢 | 選挙区       | 政党   | 得票数     | 得票率 | 定数 | 得票順位 /候補者数 | 政党内比例順位 /政党当選者数 |
| ---- | ------------------------ | -------------- | ---- | ------------ | ------ | ---------- | ------ | ---- | ------------------ | ---------------------------- |
| 落   | 第26回参議院議員通常選挙 | 2022年07月10日 | 40   | 京都府選挙区 | 参政党 | 4万500票   | 3.89%  | 2    | 5/9                | /                            |
| 落   | 第50回衆議院議員総選挙   | 2024年10月27日 | 42   | 京都府第1区  | 参政党 | 1万3825票  | 6.99%  | 1    | 6/7                | 2/1                          |
| 当   | 第27回参議院議員通常選挙 | 2025年07月20日 | 43   | 参議院比例区 | 参政党 | 17万9121票 | 2.41%  | 50   | 2/10               | 2/7                          |